# Exa
Exa — семейство малоформатных однообъективных зеркальных фотоаппаратов, выпускавшихся в ГДР с 1951 до 1987 года. Линейка задумана как упрощённая дешёвая версия профессиональных камер Exakta, и предназначалась для фотолюбителей. При этом почти все модели Exa оснащались байонетом Exakta и поддерживали совместимость с большинством принадлежностей «старшего» бренда.

## Историческая справка
Самым известным и продаваемым в мире зеркальным фотоаппаратом к концу 1930-х годов стала Exakta, созданная конструктором Ihagee Карлом Нюхтерляйном (нем. Karl Nüchterlein) в Германии. Перед началом войны это была наиболее развитая фотосистема, которая славилась кроме большого количества сменных объективов отличным качеством изготовления и сборки. Но из-за сложности конструкции фотоаппараты были недоступны широкому кругу фотолюбителей и фотографов с небольшими бюджетами. Особенно критичным это оказалось в послевоенной Восточной Германии. Поэтому в 1951 году начато производство фотоаппаратов Exa — упрощённой, более дешёвой и легкой версии Exakta. 
Существенного удешевления удалось добиться за счёт использования в качестве затвора подвижного зеркала, дополненного двумя заслонками. Такое устройство упрощало весь механизм, но резко ограничивало возможности затвора: положение заслонок сразу за объективом исключало выдержки короче 1/200 секунды. Как оказалось в дальнейшем, для фотолюбителей отсутствие коротких «спортивных» выдержек не было критически важным, и камеры с таким затвором успешно продавались более 35 лет. Всего был выпущен почти миллион разных моделей Exa, которая пережила свою старшую сестру Exakta, уступившую в 1973 году своё место семейству Praktica. Важнее диапазона выдержек оказалась совместимость с объективами профессионального класса и гибкость системы сменных видоискателей. Кроме того, до конца выпуска линейки во всех моделях отсутствовали автоспуск и экспонометр.
В начале 1960-х упрощённый затвор считался уже примитивным, и был разработан новый механизм со шторками в фокальной плоскости. Линейка Exa II с таким затвором, представленная на осенней лейпцигской ярмарке 1959 года, оснащалась несъёмным видоискателем, а совместимость с оптикой Exakta стала полной. Старый затвор-зеркало виньетировал изображение длиннофокусных объективов. С 1977 по 1987 год выпускались модели Ib и Ic, в которых вместо байонета использовалось резьбовое крепление объективов М42×1. Фотоаппараты с названием Exa выпускались до 1987 года. Последняя модель Exa 500 (иногда упоминается, как Exakta 500), выпущенная в 1966 году, оснащалась затвором с кратчайшей выдержкой 1/500 секунды, что ставило её в ряд полноценных «зеркалок».

## Модели Exa
- Exa (оригинальная версия) — производилась с 1951 года по 1962 год. Создавались по концепции «второго фотоаппарата» — как резервный аппарат с урезанными характеристиками, который можно было зарядить плёнкой более высокой чувствительности. Видоискатели и объективы такие же, как и у Exakta.
- Exa Rheinmetall — 8000 экземпляров выпущены в 1954 году компанией Sömmerda из-за недостатка производственных мощностей у Ihagee. На лицевой части фотоаппарата нанесены надписи System Exa и Rheinmetall Sömmerda[4].
- Exa I — производилась с 1962 по 1964 год. Выпущена в двух вариациях общим количеством 54000 штук. От оригинальной Exa отличалась конструкцией корпуса[4]. Вместо рычага переключения выдержек установлен поворотный диск.
- Exa Ia (иногда встречается под названиями Elbaflex 175, Exakta 100 и VX 100) — производилась с 1964 года. Сменный видоискатель: стандартная шахта могла заменяться пентапризмой. Выдержки затвора-зеркала: 1/30, 1/60, 1/125 и 1/175 с.
- Exa Ib — Резьбовое соединение M42×1. Штатный объектив Carl Zeiss Jena Tessar 50 мм f/2,8.
- Exa Ic — производилась с 1985 года по 1987 год в корпусе Exa IIb и с резьбой М42. Буква «C» означает, что камера выпущена компанией Certo (Дрезден).
- Exa II — Производилась с 1960 года. Первая версия с фокальным затвором и несъёмной пентапризмой[4]. Затвор с вертикальным движением матерчатых шторок и расширенным диапазоном выдержек: 1/2, 1/4, 1/8, 1/15, 1/30, 1/60, 1/125 и 1/250 секунды.
- Exa IIa — Производилась с 1963 года. Exa II с небольшими косметическими изменениями. Улучшена эргономика, упрощен процесс зарядки плёнки.
- Exa IIb — Производилась с 1964 года. Усовершенствованная Exa IIa с зеркалом постоянного визирования[4].
- Exa 500 (Иногда встречается под названиями Exakta 500 и VX 200) — Производилась с 1966 года. Байонетное крепление объектива. Фокальный затвор с вертикальным движением матерчатых шторок и набором скоростей (В, 2, 4, 8, 15, 30, 60, 125, 250, 500). Улучшенный видоискатель с микропризмами, линзой Френеля и микрорастром. Съёмная задняя крышка.